# Eurycarenus indicus
Eurycarenus indicus är en tvåvingeart som beskrevs av Wray Merrill Bowden 1964. Eurycarenus indicus ingår i släktet Eurycarenus och familjen svävflugor. Inga underarter finns listade i Catalogue of Life.